# والری ژیسکار دستن
والِری ماری رنه ژرژ ژیسکار دِستَن (به فرانسوی: Valéry Marie René Georges Giscard d'Estaing) (زاده ۲ فوریهٔ ۱۹۲۶ در کوبلنتس – درگذشته ۲ دسامبر ۲۰۲۰ در اتوون)، سیاستمدار و بیستمین رئیس‌جمهور فرانسه بود.

## زندگی سیاسی

محدوده و محتوا: رهبران ملی و خانواده سلطنتی در لندن، 1977. از چپ به راست: پیر ترودو، (پیشینه پرنس چارلز)، پرنسس مارگارت، تاکئو فوکودا، جیمز کالاگان، والری ژیسکاردستن، ملکه الیزابت دوم، شاهزاده فیلیپ، ملکه الیزابت ملکه مادر، جیمی کارتر، جولیو آندرئوتی، هلموت اشمیت یادداشت‌های کلی: بخشی از نشست G7 در سال 1977

والری ژیسکار دستن در دانشگاه پلی‌تکنیک پاریس تحصیل کرد و در وزارت اقتصاد و دارایی فرانسه مشغول به کار شد. او در سال ۱۹۵۶ و درحالی‌که تنها ۳۰ سال داشت به‌عنوان نمایندهٔ مجلس فرانسه انتخاب شد و در همان سال عضو کابینهٔ فرانسه شد. مدتی بعد، به‌عنوان عضو هیئت نمایندگی فرانسه در سازمان ملل متحد حضور پیدا کرد تا اینکه در سال ۱۹۶۲ توسط ژنرال دوگل به وزارت دارایی منصوب شد. ژیسکار دستن در بازسازی سازمان اقتصاد فرانسه که بر اثر جنگ جهانی دوم به‌شدت آسیب دیده بود نقش مهمی ایفا کرد اما تدابیر ضد تورمیِ او، باعث افزایش مخالفت‌ها از جانب مقامات مالی و کارگری فرانسه شد و برکناری او از سِمَتش را در ۱۹۶۷ در پی داشت. با روی کار آمدن ژرژ پمپیدو، ژیسکار دستن بار دیگر وزیر دارایی فرانسه شد و این سِمَت را تا هنگام مرگِ پمپیدو در ۱۹۷۴ در اختیار داشت.
والری ژیسکار دستن در انتخابات ۱۹ مهٔ ۱۹۷۴ بر فرانسوا میتران پیروز شد و به‌عنوان بیستمین رئیس‌جمهور فرانسه و سومین رئیس‌جمهور از جمهوری پنجم فرانسه انتخاب شد. او به‌عنوان نخستین رئیس‌جمهور فرانسه پس از استقلال الجزایر در سال ۱۹۷۵ از این کشور دیدن کرد و برخلاف بیشتر کشورهای غربی، بازی‌های المپیک تابستانی ۱۹۸۰ مسکو را تحریم نکرد و حتی خود در این سال به شوروی رفت و در ورشو با لئونید برژنف دیدار کرد. همچنین، او رابطهٔ نظامی فرانسه با سازمان پیمان آتلانتیک شمالی (ناتو) را که از سال ۱۹۶۶ و به دستور شارل دو گل قطع شده بود دوباره برقرار کرد. والری ژیسکار دستن در ژانویه ۱۹۷۹م/ دی ۱۳۵۷خ میزبان کنفرانس گوادلوپ بود. ژیسکار دستن، جوان‌ترین رهبر فرانسه پس از ناپلئون بناپارت به‌حساب می‌آید. او نهایتاً در سال ۱۹۸۱ از رقیب پیشین خود، فرانسوا میتران، شکست خورد و دورهٔ ریاست‌جمهوری‌اش به پایان رسید.
تخصص والری ژیسکار دستن اقتصاد و امور مالی بود و سیاست را ابزاری برای رسیدن به اقتصاد می‌دید. او در سیاست، گرایش راست میانه و با دیدگاه لیبرال داشت. در دوران ریاست‌جمهوری ژیسکار دستن، وضع معیشتی و درآمد مردم فرانسه بهبود یافت.

## روابط با ایران

### پیش از انقلاب
ژیسکار دستن نخستین بار در تاریخ ۲۹ دی ۱۳۵۰ در سِمَت وزیر اقتصاد و دارایی فرانسه به دعوت هوشنگ انصاری از ایران دیدار کرد و همزمان با دیدار با مقامات ایرانی، توافقنامه‌هایی امضا کرد. نخستین رابطهٔ او و ایران در دوران ریاست‌جمهوری‌اش، میزبانی از محمدرضا پهلوی و فرح پهلوی در سال ۱۳۵۳ بود. سفر محمدرضا پهلوی به فرانسه، نخستین سفر یک مهمان خارجی، پس از رسیدن دستن به ریاست‌جمهوری بود. این سفر در زمانی انجام شد که شاه ایران در بسیاری از کشورهای غربی به طور گسترده‌ای به زیر پا گذاشتن حقوق بشر متهم می‌شد. به نظر می‌رسد که حقوق بشر برای ژیسکار دستن اهمیتی ندارد و برای او، تامین نفت خام مهم است. در این سفر، مذاکرات مفصلی دربارهٔ امور اقتصادی و سیاسی بین طرفین برگزار شد که طی آن کمیسیونی مرکب از نمایندگان طرفین تشکیل و مأمور شد تا زمینه‌های سرمایه‌گذاری و همکاری‌های صنعتی را به‌وجود آورَد. از مهم‌ترین نتایج برقراری این کمیسیون، می‌توان به توافق‌هایی در زمینهٔ استخراج گاز و همکاری در پژوهش‌های هسته‌ای و تأسیس رآکتور هسته‌ای اشاره کرد. در دوران ریاست‌جمهوری ژیسکار دستن، سفر تفریحی مردم ایران به فرانسه، بدون نیاز به روادید انجام می‌شد.

### روح‌الله خمینی
در دوران ریاست‌جمهوری ژیسکار دستن، سید روح‌الله خمینی (بدون نیاز به روادید) به فرانسه رفت و مدتی در آنجا سکونت گزید. سازمان اطلاعات و امنیت فرانسه مخالف حضور او در فرانسه بود. ژیسکار دستن برای تصمیم‌گیری، سفیر فرانسه در تهران را نزد شاه فرستاد. شاه با حضور روح‌الله خمینی در فرانسه مخالفتی نکرد و خواستار رفتار محترمانه و حفظ امنیت او شد و تأکید کرد که اگر چنین نباشد «هرگز فرانسه را نخواهد بخشید». نزدیکان محمدرضا پهلوی بعدها گفتند که او می‌پنداشت که اگر رسانه‌های غربی، حرف‌ها و تفکر خمینی را منتشر کنند همه در می‌یابند او چه آدم عقب‌مانده‌ای است و از دورش پراکنده خواهند شد و ارزشی به او نخواهند داد. اما فرانسه قرارگاه انقلابیون ایران شد. با اوج گیری کنش انقلابیون در فرانسه، ژیسکار دستن نماینده‌ای را نزد روح‌الله خمینی فرستاد تا به او گوشزد کند که فعالیت‌هایش با شرایط پناهندگی، سازگار نیستند. از سوی دیگر، بار دیگر به محمدرضا پهلوی پیام داد که آیا می‌خواهد روح‌الله خمینی را از فرانسه اخراج کنند و به الجزایر بفرستند؟ شاه پاسخ داد که «اداره امور کشور خودت، دست خود توست». ژیسکار دستن میزبان کنفرانسی در گوادلوپ بود که رهبران چهار قدرت اروپایی در آن جمع شده بودند و تصمیماتی دربارهٔ دودمان پهلوی اتخاذ کردند. او بعدها در چند مصاحبه گفت هنگامی که فهمید جیمی کارتر، رئیس‌جمهور آن هنگام ایالات متحده آمریکا از شاه قطع امید کرده و کار او را تمام شده دانسته، یکه خورد اما دریافت که نخست‌وزیر بریتانیا (جیمز کالاهان) نیز با جیمی کارتر، همراه است.

### پس از انقلاب
پس از پیروزی انقلاب در ایران، تنش‌ها بین دو کشور بالا گرفت و عده‌ای از سران نظام پهلوی که در صدر آن‌ها شاپور بختیار قرار داشت به فرانسه پناهنده شدند. پس از آن نیز با پناهنده‌شدن مسعود رجوی و ابوالحسن بنی‌صدر به فرانسه و همچنین دادن پناهندگی به ربایندگان ناوچهٔ تبرزین در سپتامبر ۱۹۸۱ این کشور به مرکز مخالفان جمهوری اسلامی ایران تبدیل شد و بدبینی نسبت به دولت ژیسکار دستن بالا گرفت. آنچنانکه پس از خروج بنی‌صدر و پس از اینکه محمدعلی رجایی در انتخابات ریاست‌جمهوری ایران انتخاب شد ژیسکار دستن [که ۳۱ اردیبهشت ۱۳۶۰ (برابر با ۲۱ مه ۱۹۸۱) دوران ریاست‌جمهوری‌اش به پایان رسیده بود (دومین دوره انتخابات ریاست‌جمهوری ایران که منجر به انتخاب محمدعلی رجائی شد، دو ماه بعد و در دوم مرداد ۱۳۶۰ برگزار شد)] در پیامی به وی تبریک گفت. اما رجایی جواب تندی به او داد به‌طوری‌که تذکر  خمینی را به‌همراه داشت. پیش از برگزاری دومین دوره انتخابات ریاست‌جمهوری اسلامی در ایران و انتخاب محمدعلی رجایی به ریاست‌جمهوری ایران، در ۲۱ مه ۱۹۸۱ برابر ۳۱ اردیبهشت ۱۳۶۰ دوره ریاست‌جمهوری والری ژیسکار دستن در فرانسه پایان یافته بود و این یعنی نامه تبریک انتخاب رجایی به ریاست‌جمهوری از طرف فرانسوا میتران که آن موقع به تازگی رئیس‌جمهور فرانسه شده‌بود نوشته شده بود و نه از طرف والری ژیسکار دستن که بیشتر از دو ماه بود که دورهٔ ریاست‌جمهوری‌اش به پایان رسیده‌بود.